# Petronio Franceschini
Petronio Franceschini (Bologna, 9 gennaio 1651 – Venezia, 4 dicembre 1680) è stato un compositore e violoncellista italiano del periodo barocco.

## Biografia
Nato a Bologna nel 1651, cominciò gli studi musicali con Lorenzo Perti (zio del più famoso Giacomo Antonio Perti) e per un periodo si spostò anche a Roma studiando con Giuseppe Corsi da Celano.
Nel marzo 1675 diventò violoncellista principale alla Basilica di San Petronio di Bologna e qualche anno dopo ne diventò anche compositore, rimanendo in questa sede fino quasi all'ottobre 1680. Nel novembre del 1680, dopo essersi trasferito a Venezia (chiamato da Vincenzo Grimani al fine di scrivere alcune opere per il teatro di San Giovanni e Paolo), si ammalò di polmonite e il 4 dicembre dello stesso anno morì all'età di soli ventinove anni, prima di essere riuscito a terminare la sua sesta opera, Dioniso ovvero La virtù trionfante del vitio.
Viene ricordato per le sue 5 opere che si segnalano per l'uso innovativo della voce, e per le sue sonate, molto spesso scritte per tromba solista e accompagnamento.

## Composizioni

### Opere
- Le gare di sdegno, d'amore e di gelosia (Bologna, 1674)
- Oronte de Menfi (Bologna, 1676)
- Arsinoe (Bologna, 1676)
- Prologo ed intermedi dell'Arsinoe (Bologna, 1677)
- Apollo in Tessaglia (Bologna, 1679)

### Altre composizioni
- numerose composizioni liturgiche (messe, mottetti, salmi, inni)
- diverse sonate per vari strumenti